# Ernst Johann von Biron
Ernst Johann von Biron (23 de novembro de 1690 – Jelgava, 29 de dezembro de 1772) foi Duque da Curlândia em dois períodos distintos: de 1737 a 1740 e de 1763 a 1769. Foi regente do Império Russo durante um curtíssimo governo de 20 dias, em 1740.
Em 1740, a imperatriz Ana da Rússia faleceu e Ernesto João de Biron tornou-se regente do Império Russo. No entanto, governou durante apenas 20 dias, sendo preso no dia 20 de Novembro, entregue à justiça e condenado à morte. Deste e modo, viu-se privado do seu regime e de todos os seus bens. A nova regente, Anna Leopoldovna, substituiu a condenação à morte pela expulsão para toda a vida. Inicialmente, foi enviado para a Sibéria e, depois, para Iaroslavl. 
No início de 1762, a imperatriz Isabel faleceu, e o novo imperador, Pedro III, restituiu a Biron todos os seus títulos. Pedro III havia planeado dar o Ducado da Curlândia ao seu tio Jorge, mas quando imperatriz Catarina II subiu ao trono, em Julho desse mesmo ano, devolveu a Curlândia a Biron. 
Durante o seu período de maior protagonismo, mandou erguer dois magníficos palácios barrocos na Letónia: o Rundāles Pils e o Jelgavas Pils, contando para ambos com o talento do arquitecto italiano Bartolomeo Rastrelli.